# Mike Hansen
Miguel Eduardo Hansen Mejías, conocido como Mike Hansen (Torrejón de Ardoz, Comunidad de Madrid, España, 17 de abril de 1970), es un exbaloncestista español.

## Historia
Hijo de padre militar estadounidense destinado en Torrejón de Ardoz, y de madre española, se forma en la cantera del Torrejón, Canoe y Estudiantes.
En 1985 se proclama campeón de Europa de baloncesto sub-15 con, entre otros, Tomas Jofresa. En 1988 se va a estudiar su último curso de instituto junto con Sergio Luyk a Hopkinsville, Kentucky. Juega una temporada en Tennessee State y tras anotar cuarenta puntos contra Lousiana State el entrenador Dale Brown le convenceria de fichar por LSU por lo que tiene que ser "redshirt" durante la temporada 1989-90. Durante su formación en Louisiana State University, donde llegó a ser capitán del equipo, coincide con jugadores legendarios como Chris Jackson (más tarde conocido como Mahmoud Abdul-Rauf) aunque solo en los entrenamientos del equipo ya que Hansen estaba inhabilitado para jugar esa temporada, o Shaquille O'Neal, y otros destacados como el exjugador del Real Madrid Stanley Roberts. Su compañero de habitación es Geert Hammink.
Al finalizar su primera temporada en Louisiana State University es convocado por el seleccionador español Antonio Díaz-Miguel para el  Campeonato Europeo de Baloncesto Masculino de 1991, donde España obtiene la medalla de bronce. No corre la misma suerte el año siguiente, donde es el último descarte de la selección española para los Juegos Olímpicos de Barcelona. Al acabar su periplo universitario juega en varios equipos de la ACB, como el Estudiantes, CB Valladolid, CB Ciudad de Huelva y CB Murcia. 
Tras seis años en la liga ACB prueba fortuna en el baloncesto alemán, donde juega a gran nivel durante 3 temporadas ganando entre otras cosas el concurso de triples en un allstar. Vuelva a la liga ACB en el año 2002 con el CB Cáceres, con el que desciende de categoría. La temporada siguiente vuelve a la liga alemana, pero el Brandt Hagen desaparece por problemas económicos a lo largo de la temporada. Hasta su retirada en el año 2008 juega en modestos equipos semiprofesionales de Castilla y León como el Palencia Baloncesto y el Zamora, compaginando competición, entrenamientos y sus negocios para matar el gusanillo de la competición, y por amor al basket.
El 20 de junio de 2013 era nombrado presidente del CB Valladolid pero abandona el cargo tras un par de meses. Posteriormente, a partir del verano del 2015 se convierte en el presidente del nuevo equipo Club Baloncesto Ciudad de Valladolid.

## Clubes
- Cantera Torrejón de Ardoz.
- R. Canoe N.C. Categorías inferiores.
- Estudiantes Juvenil.
- 1987-88  High school Heights academy, Hopkinsville, Kentucky
- 1988-89  NCAA. Universidad de Tennessee at Martin.
- 1989-90  No juega por cambio de universidad. red-shirt
- 1990-93  NCAA. Universidad de Louisiana State.
- 1993-94  ACB. Estudiantes.
- 1994-97  ACB. Fórum Filatélico Valladolid.
- 1997-98  ACB. CB Ciudad de Huelva.
- 1998-99  ACB. CB Murcia.
- 1999-02  Liga de Alemania. Bayer Leverkusen.
- 2002-03  ACB. Cáceres C.B.
- 2003-04  Liga de Alemania Brandt Hagen, el equipo desaparece durante el transcurso de la temporada.
- 2004-05  EBA CB Palencia
- 2005-08  EBA Zamora
- 2013-2013 (como presidente) Club Baloncesto Valladolid
- 2015-2021 (como presidente) Club Baloncesto Ciudad de Valladolid